# Tomice (stacja kolejowa)
Tomice – stacja kolejowa w miejscowości Tomice, w kraju środkowoczeskim, w Czechach. Znajduje się na linii 202 Benešov – Czeskie Budziejowice, na wysokości 420 m n.p.m..  

## Linie kolejowe
- 220: Benešov – Czeskie Budziejowice